# دينيس وولف
دينيس وولف (بالألمانية: Denis Wolf)‏ (15 يناير 1983 بهانوفر في ألمانيا - ) هو لاعب كرة قدم ألماني في مركز الهجوم. شارك مع منتخب الفلبين لكرة القدم. أما مع النوادي، فقد لعب مع فورتونا دوسلدورف ونادي غلوبال ونادي ماغديبورغ وهانوفر 96 وFC Rot-Weiß Erfurt ‏ وTSV Havelse ‏.

## وصلات خارجية
- دينيس وولف على موقع قاعدة بيانات كرة القدم.إي يو (الإنجليزية)
- دينيس وولف على موقع بيانات كرة القدم. دي إي (الألمانية)
- دينيس وولف على موقع ناشيونال فوتبول تيمز (الإنجليزية)
- دينيس وولف على موقع Soccerway.com (الإنجليزية)
- دينيس وولف على موقع عالم كرة القدم.نت (الإنجليزية)